# Bartosz Tarachulski
Bartosz Tarachulski (ur. 14 maja 1975 w Gliwicach) – były polski piłkarz grający na pozycji napastnika, obecnie trener.